# Death Wish (1974)
Death Wish is een Amerikaanse film uit 1974 van regisseur Michael Winner. De hoofdrol wordt vertolkt door Charles Bronson. Deze film is een cultklassieker en kende vier sequels: Death Wish II (1982), Death Wish 3 (1985), Death Wish 4: The Crackdown (1987) en Death Wish V: The Face of Death (1994). De eerste film uit deze Death Wish-reeks is de meest succesvolle. De film is gebaseerd op de gelijknamige roman uit 1972 van schrijver Brian Garfield.
Ondanks het succes bij het grote publiek werd deze actiefilm niet geprezen door de meeste filmcritici wegens het thema en het geweld. Maar omdat de film een goede weerspiegeling van de angstige sfeer in de Verenigde Staten van de jaren 70 is, groeide de film uit tot een cultklassieker.

## Verhaal
Paul Kersey is samen met z'n echtgenote Joanna op reis gegaan naar Hawaï. Wanneer ze terugkeren naar New York, waar Paul als architect werkt, worden zijn vrouw Joanna en zijn dochter Carol het slachtoffer van drie straatcriminelen. Ze breken binnen in het appartement van het gezin Kersey en vernielen het interieur. Ze vinden slechts $7 en besluiten om Carol Anne te verkrachten. Tijdens de verkrachting raakt Joanna dodelijk gewond.
Paul krijgt later via z'n schoonzoon Jack Toby te horen dat z'n vrouw en dochter in het ziekenhuis liggen. Wanneer Paul verneemt dat Joanna gestorven is, weet hij niet wat hij moet doen. Hij gaat naar de politie, maar daar zeggen ze dat de kans klein is dat ze de daders ooit zullen vinden.
Om te bekomen van de gebeurtenissen wordt hij door zijn werkgever op vakantie gestuurd. Tijdens die vakantie in Tucson, Arizona krijgt hij de opdracht om even te praten met een cliënt, Ames Jainchill. Wanneer hij terug naar New York vertrekt, krijgt hij van Jainchill een geschenk mee. Het is een wapen van het merk Smith & Wesson.
Vanaf dan trekt Paul de stad in. Hij vermoordt meerdere criminelen uit wraak. Hij zal nooit de echte daders vinden en daarom pakt hij in ruil andere criminelen aan. Ondertussen gaat luitenant Frank Ochoa van de politie op zoek naar de man die al de criminelen in de stad vermoordt. Paul wordt een hoofdverdachte en staat op het punt gearresteerd te worden. Maar de openbare aanklager bemoeit zich ermee en vraagt aan Frank Ochoa om Paul te laten gaan. In plaats van hem gevangen te nemen, moeten ze hem naar een andere stad sturen. Paul verhuist naar Chicago, waar hij de plaatselijke criminelen het vuur aan de schenen legt.

## Rolverdeling

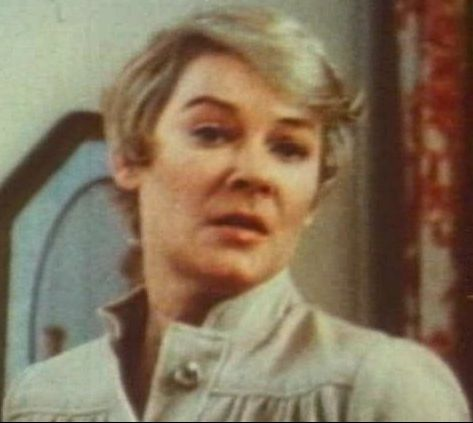
Hope Lange als Joanna Kersey in Death Wish.

| Acteur            | Personage          |
| ----------------- | ------------------ |
| Charles Bronson   | Paul Kersey        |
| Hope Lange        | Joanna Kersey      |
| Vincent Gardenia  | Frank Ochoa        |
| Steven Keats      | Jack Toby          |
| Kathleen Tolan    | Carol Toby         |
| Jeff Goldblum     | Freak #1           |
| Christopher Logan | Freak #2           |
| Stuart Margolin   | Ames Jainchill     |
| Fred J. Scollay   | Openbaar aanklager |
| Robert Kya-Hill   | Joe Charles        |

## Trivia
- Oorspronkelijk wilden de filmmakers Steve McQueen voor het personage Paul Kersey, maar McQueen weigerde de rol. Ook Frank Sinatra en Clint Eastwood weigerden de rol.
- Producer Dino De Laurentiis wilde de titel van de film veranderen in "The Sidewalk Vigilante" omdat filmtitels met het woord "Death" niet voor iedereen even toegankelijk zijn.
- In de film sterven in totaal 11 personages, waarvan er 10 vermoord worden door Paul Kersey.
- In 1973 werkten hoofdrolspeler Charles Bronson en regisseur Michael Winner samen aan de film The Stone Killer.
- Deze film was het debuut van acteur Jeff Goldblum, die een van de drie mannen speelt die de vrouw en dochter van Paul Kersey aanranden.
- De film werd genomineerd voor een Grammy Award.